# 百五銀行

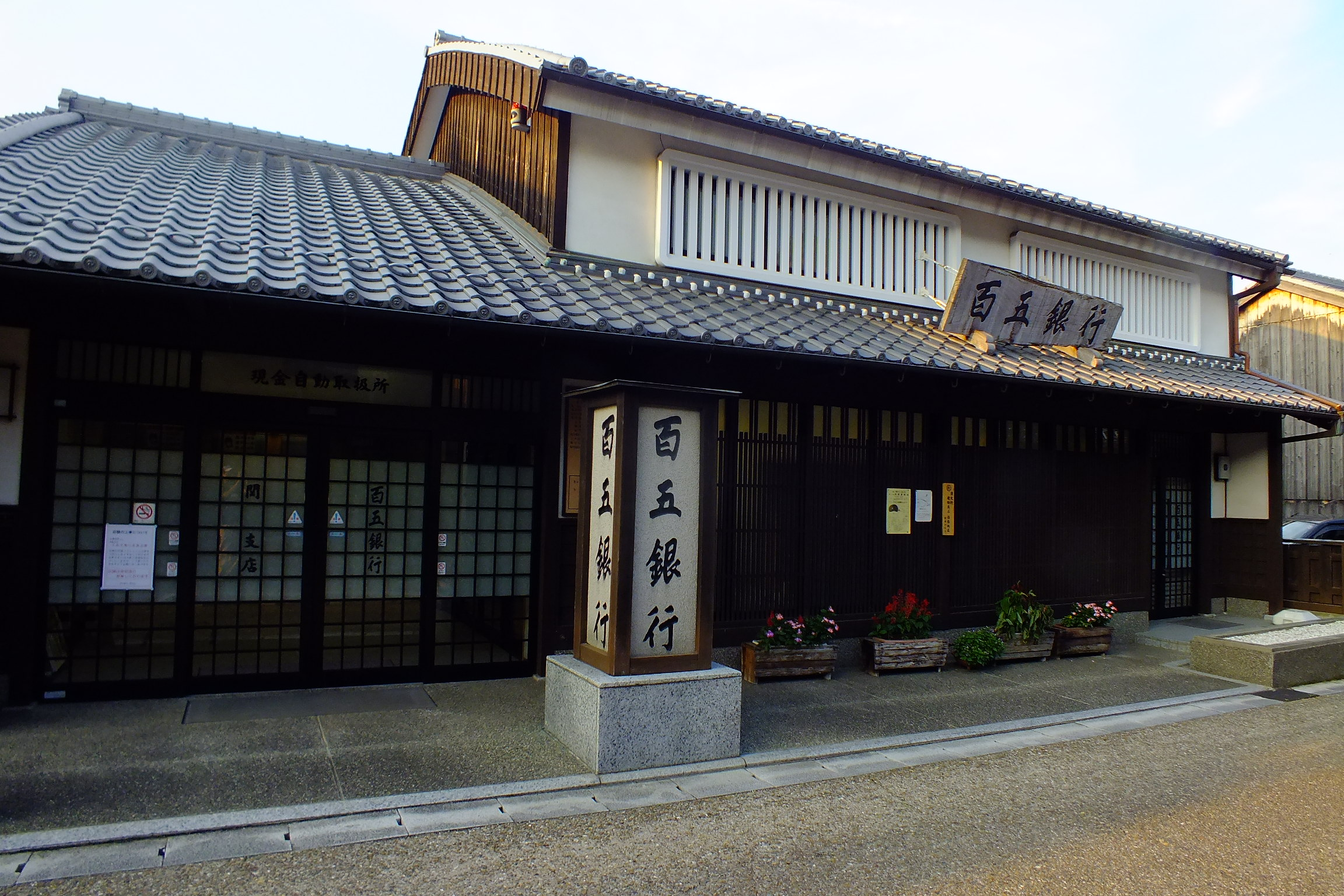
東海道五十三次関宿にある関支店（現・亀山支店 関プラザ出張所）の店構え

株式会社百五銀行（ひゃくごぎんこう、英: The Hyakugo Bank,Ltd.）は、三重県津市に本店を置く地方銀行。コーポレートステートメントは「FRONTIER BANKING（フロンティア・バンキング）」。行章は丸（○）とバツ（×）を組み合わせたもので、2代目頭取で魚問屋出身の岡嘉平治が創作したものである。丸は100、バツは5を意味する魚問屋の符牒に由来する。

## 概要
旧三菱銀行の親密地銀である。三重県および県下大半の市町（三十三銀行を指定金融機関としている四日市市（旧三重銀行本店所在地）や松阪市（旧第三銀行本店所在地）を除く）の指定金融機関であり、多くの店舗で三重県収入証紙を販売しているほか、三重県外でも愛知県2店舗（名古屋支店・弥富支店）、和歌山県1店舗（新宮支店）、大阪府1店舗（大阪営業部）でも取り扱っている。
2015年9月24日、建設が進められてきた新ビル「岩田本店棟」で本店営業部が業務を開始し、翌16年1月12日には、竣工した丸之内本部棟でも業務が開始された。また同棟3階には「百五銀行歴史資料館」も併設された。

## 沿革
- 1878年（明治11年）12月4日 - 旧津藩（藤堂氏）の武士たちにより、国立銀行条例に基づく第百五国立銀行として設立した。
- 1897年（明治30年）7月1日 - 普通銀行に改組、株式会社百五銀行となる。
- 1905年（明治38年）10月2日 - 亀山銀行を買収[11]。
- 1916年（大正5年）5月12日 - 桑名銀行を買収。
- 1920年（大正9年）9月6日 - 尾鷲銀行、紀北商業銀行、八十三銀行と合併。
- 1921年（大正10年）10月10日 - 伊賀上野銀行を買収。
- 1922年（大正11年）11月3日 - 吉田銀行を買収。
- 1924年（大正13年） 三重県初の鉄筋コンクリート造の建築物である「百五銀行ビル」が完成[12]。
- 1925年（大正14年）4月 - 河芸銀行を買収。
- 1929年（昭和4年）4月12日 - 一志銀行を買収。
- 1943年（昭和18年）
  - 3月 - 勢南銀行と合併。
  - 9月 - 三重共同貯蓄銀行と合併。
- 1973年（昭和48年）4月 - 東京証券取引所、名古屋証券取引所各2部に上場。
- 1974年（昭和49年）2月 - 東証・名証各1部に指定替え。
- 1975年（昭和50年）11月 - 総合オンラインシステム完成。
- 1979年（昭和54年）5月 - 第2次総合オンラインシステム稼動。
- 1983年（昭和58年）10月20日 - ディーシーカードと共同で百五ダイヤモンドクレジット（現：百五カード）を設立。
- 1993年（平成5年）5月 - 新総合オンラインシステム稼動。
- 2000年（平成12年）3月 - 三重県信用組合の事業譲受け。
- 2001年（平成13年）4月23日 - 「百五インターネット・モバイルバンキングサービス」を開始。インターネット上の店舗「百五銀行イーポケット支店」を開設。
- 2005年（平成17年）12月26日 - セブン銀行とATM提携開始。
- 2006年（平成18年）4月3日 - 三重県下の信用金庫・JAバンク（農協・JA三重信連）とのATM・CD相互開放開始。
- 2007年（平成19年）5月6日 - 日本ユニシス（現・BIPROGY）製の新システム（BankVision）が稼動[13][注 1]。
- 2008年（平成20年）3月25日 - 三菱UFJニコスとフランチャイズ契約を結び、銀行本体発行型クレジットカード『105BESTIO』（イチマルゴ・ベスティオ）の取り扱いを開始。
- 2015年（平成27年）
  - 5月 - 東京駅前のサピアタワー3階のファミマ!!サピアタワー店内に7行と共に日本ATMへの委託の下、アフターサービス共同窓口を設置[14][15]。
  - 9月24日 - 竣工した岩田本店棟で本店営業部が業務を開始。
- 2016年（平成28年）
  - 1月12日 - 竣工した丸之内本部棟での業務を開始。
  - 2月24日 - 三重県と移住促進に関する包括協定を締結[16]。
  - 4月5日 - 地域活性化支援や顧客の事業承継支援のため「百五地域活性化ファンド」を創設[17]。
- 2019年（令和元年）12月17日 - 事業承継支援会社「百五みらい投資」を設立[18]。

## 格付け
百五銀行の格付けは、2015年（平成27年）3月31日時点においては以下のとおりになっている。
- S&P グローバル・レーティング（S&P）： A
- 格付投資情報センター（R&I） ： A+

## 関連会社
- 株式会社百五ディーシーカード
- 百五リース株式会社
- 株式会社百五経済研究所
- 百五コンピュータソフト株式会社
- 百五ビジネスサービス株式会社
- 百五管理サービス株式会社
- 百五不動産調査株式会社
- 百五オフィスサービス株式会社
- 百五スタッフサービス株式会社
- 株式会社百五証券
- 百五みらい投資[18]

## CM
- 現在は堀由希奈をイメージキャラクターとして起用しているほか、一部カードローンのイメージキャラクターに内山理名を起用している。
- 近年はオアシス21などでCM撮影されたものが放送されているほか、名古屋など三重県外にも店舗出店を進めていることなどから、従来の三重テレビ[注 2]やFM三重などの地元三重のマスコミに加え、在名放送各局・新聞でも広告が出稿されることが増えた。
- 2015年時点放映中の「赤い糸」篇では、音楽に三重県出身の花井悠希を起用している[19]。

## ギャラリー

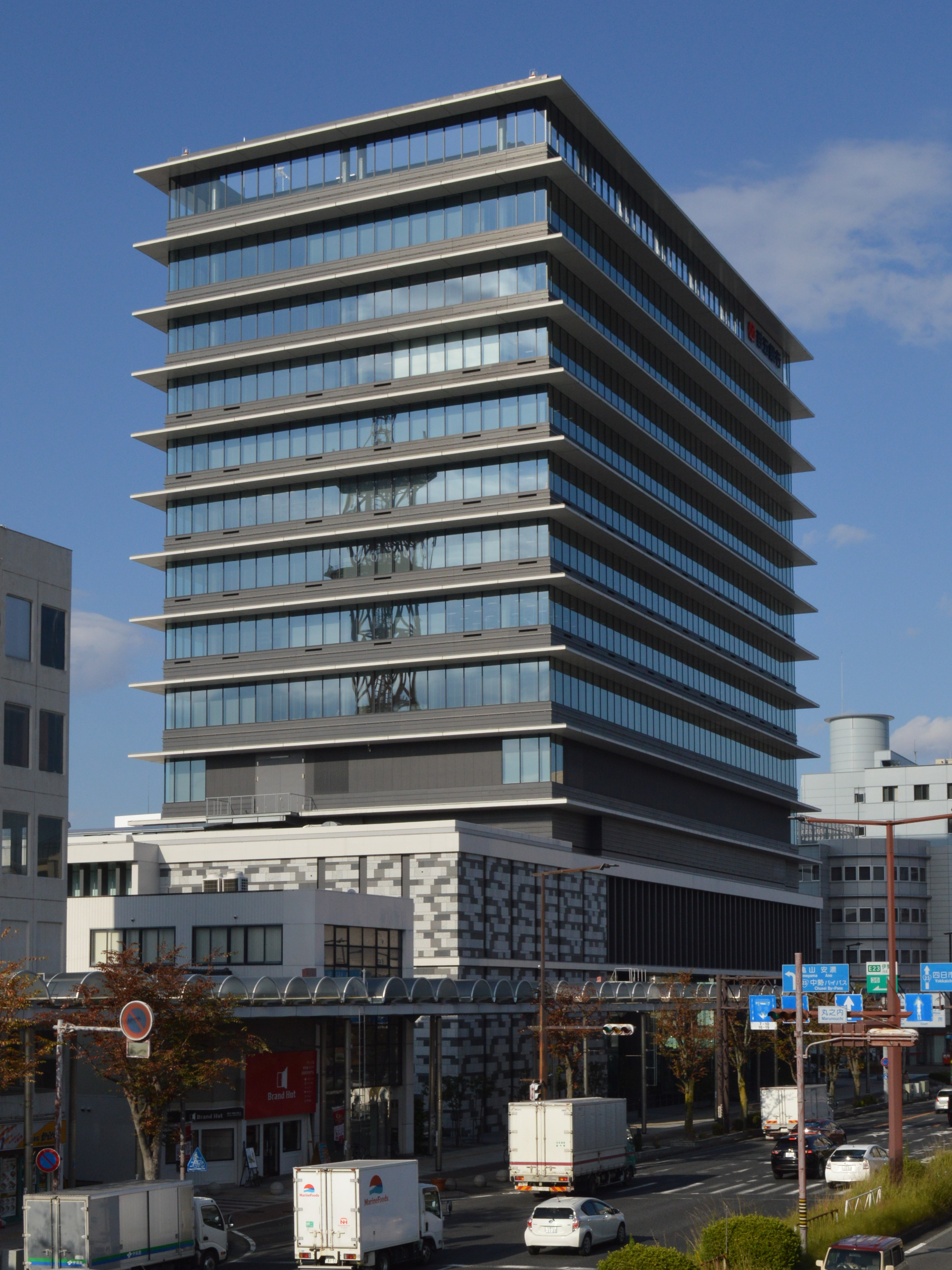
丸之内本部棟
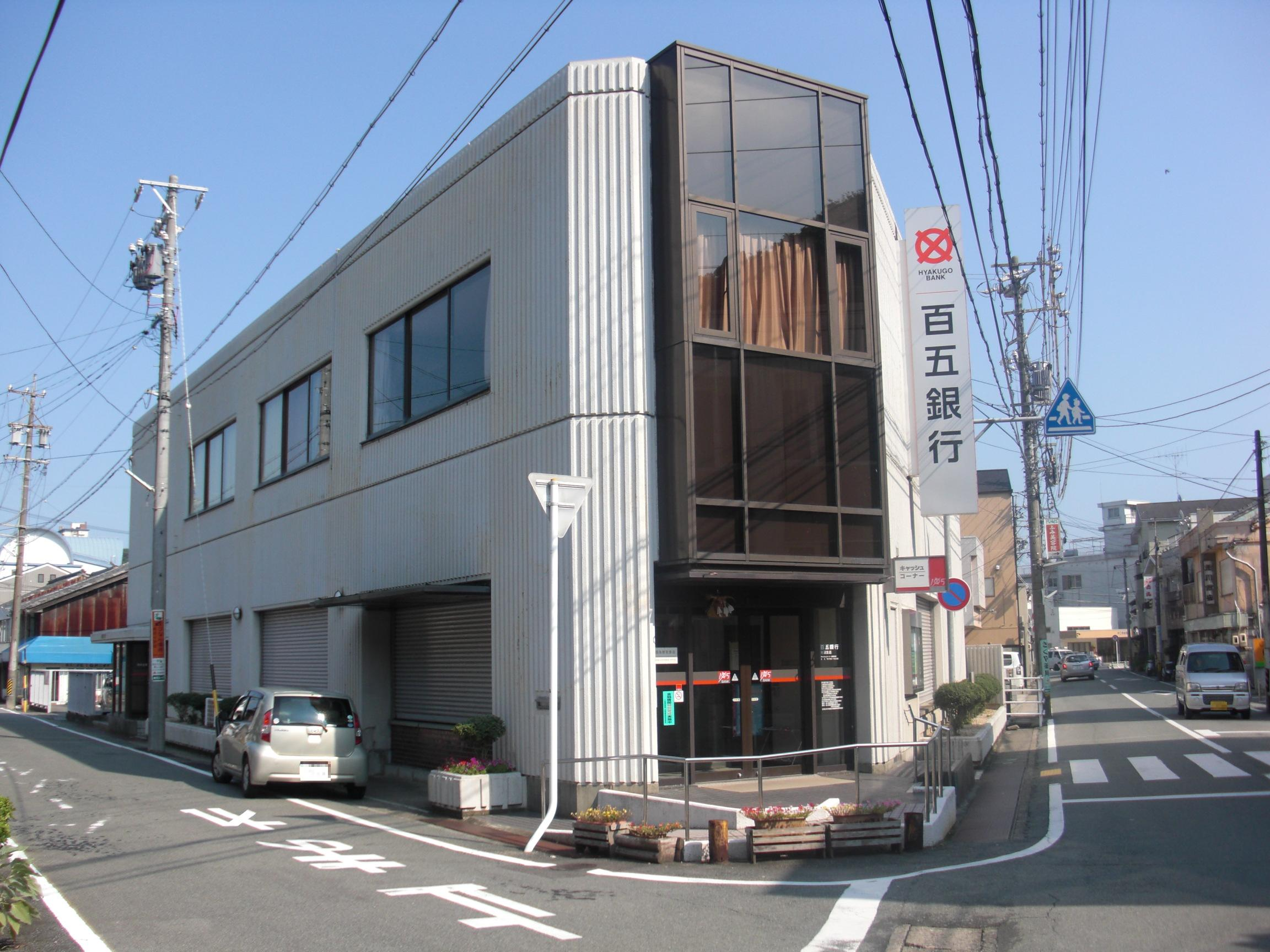
鳥羽支店
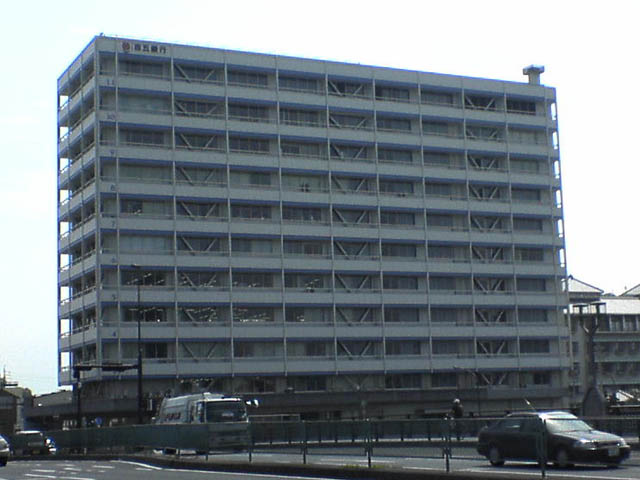
旧本店